# 滿天姬
松平滿天姬（1589年?—1638年5月5日），安土桃山時代～江戶時代的女性，也是德川家康異父弟、下總關宿藩主松平康元之女。
她被伯父家康做為養女，在1599年的時候嫁給福島正則的養嗣子福島正之（正則姊夫別所重宗的七男）。後來在1607年時，因為正之有亂行，被幽禁而死，正則因此送滿天姬回到娘家。但當時滿天姬已經懷了正之的孩子，回去後不久便生下一個兒子。
1613年，在南光坊天海的建言下，家康將滿天姬再嫁給津輕弘前藩主津輕信枚。但是當時信枚已經有一位寵愛的女子了，此女即石田三成之女辰姬。想當初，津輕家被豐臣秀吉認可為大名的地位，這都是受到石田三成之恩所賜；因此在關原之戰以後，津輕家收容藏匿了三成的兒子石田重成與辰姬。辰姬長大後與信枚相愛，等同夫妻一般，但這件事卻一直沒有也不能讓幕府知道。
滿天姬既然要嫁到津輕家，津輕方面自然不能讓辰姬留下，最後便將辰姬安置在當初津輕家因關原之戰而得到的領地──上州大館村（今群馬縣太田市，以前是尾島町），以便迎娶滿天姬。滿天姬不但帶著和正之所生的兒子一起嫁到津輕家，據說出嫁前還哭著請求能帶「關原合戰圖屏風」做為陪嫁品。今天「關原合戰圖屏風」被指定為日本的重要文化財，收藏在大阪歷史博物館裡。
雖然娶了正室，信枚還是忘不了辰姬，便總是藉著參勤交代的時候前往大館村與辰姬相會，結果辰姬竟然有孕，並在1619年生下一個兒子。這個兒子被命名為平藏，信枚向滿天姬懇求，希望以平藏做為繼承人。另一方面，滿天姬則在第二年（1620年）也生下一個兒子。
辰姬在1623年過世，年僅三十二歲。滿天姬終於做下決定，迎接還在上州大館村的平藏回城，並且當做自己兒子一般的撫養。平藏長大後，成為繼承信枚的弘前藩第三代當主津輕信義。
另一方面，滿天姬與福島正之之間生下的兒子，後來做為弘前藩家老大道寺直英（後北條氏家臣大道寺政繁的養子）的養子，命名為大道寺直秀。而滿天姬與信枚之間生下的兒子，即信枚的次男，也由滿天姬養育，後來命名津輕信英，是弘前藩支藩黑石藩之祖。
1631年，信枚過世，信義成為三代藩主，之後滿天姬便改號葉縱院。
話說無法繼承弘前藩的大道寺直秀，得知自己其實是福島正則之孫，而且福島家已從大名的地位被改成只是旗本武士而已，於是直秀心裡開始盤算要復興福島大名家，因此開始進行一連串的活動。葉縱院得知直秀有此企圖，知道直秀的活動會對幕府名聲有損害，而且還會傷害到津輕家，於是苦苦規勸直秀打消此意。但是直秀毫無收手之意，還想要前往江戶直接向幕府表達要再興福島家的意念。1633年，直秀在前往江戶前，前往葉縱院的住所問候拜訪，葉縱院向他敬酒，而直秀喝了酒之後突然感到非常痛苦，當場暴斃。原來因為直秀無法聽勸，葉縱院不得不忍痛毒殺自己的兒子。
1638年，葉縱院（滿天姬）在弘前結束她動蕩的一生，享年四十九歲。